# Antonio de Comontes
Antonio de Comontes est un peintre espagnol de la Renaissance, mort vers 1547.
Il est le frère Iñigo de Comontes et l'oncle de Francisco de Comontes.

## Biographie
Il a été actif à Tolède dans la première moitié du XVIe siècle. Juan Agustín Ceán Bermúdez a indiqué qu'il a été l'élève d'Antonio del Rincón, peintre peu connu . Il a aussi été formé dans l'atelier de Juan de Borgoña et a été son collaborateur pour des travaux dans la cathédrale de Tolède. En 1519, avec Juan de Villoldo, il estime le prix de la fresque peinte dans la bibliothèque de la cathédrale par Juan de Borgoña.
Il a réalisé les panneaux du retable du maître-autel de l'église de San Andrés de Tolède, mis en place en 1513. Il est également l'auteur du retable du couvent franciscain de la Conception de Tolède, des plus grands tableaux de la porte dorée et de celui de la Naissance de la Vierge et une Crucifixion se trouvant au Musée National de Sculpture de Valladolid qui lui a été attribué par comparaison stylistique avec celui qui se trouve au sommet du retable de l'église de San Andrés.